# Dürrlauingen
Dürrlauingen er en kommune i Landkreis Günzburg i Regierungsbezirk Schwaben i den tyske delstat Bayern. Den er en del af Verwaltungsgemeinschaft Haldenwang.

## Geografi
Dürrlauingen ligger i Region Donau-Iller.
Ud over Dürrlauingen ligger landsbyerne Mindelaltheim og Mönstetten i kommunen.